# Gleichstellung (Homosexuelle)
Unter der Gleichstellung von Homosexuellen wird das Erreichen der Gleichberechtigung und der faktischen Chancengleichheit von homosexuellen und heterosexuellen Menschen verstanden.

## Themen
Bei der Gleichstellung auf Grund der sexuellen Identität kann es sich einerseits um die rechtliche Gleichbehandlung homosexueller Paare, andererseits aber auch um den Schutz von Einzelpersonen vor Diskriminierungen handeln.
Im Fall der Gleichstellung von Einzelpersonen können dies Maßnahmen gegen Verleumdung oder Mobbing sein, Rechte auf gleichen Zugang zu Waren und Dienstleistungen (zum Beispiel Lebensversicherungen), oder besonders harte Bestrafung von sog. Hate Crimes (hassmotivierte Verbrechen). Besonders in Berufen, die stark traditionell orientiert sind, und bei denen das Privatleben stärker kontrolliert wird, wie zum Beispiel in den Streitkräften oder der Kirche, können solche Maßnahmen angebracht sein.
In vielen Ländern wurde die gleichgeschlechtliche Ehe eingeführt. In den meisten Fällen sind auch alle Rechte und Pflichten, die mit dieser Institution einhergehen, für gleichgeschlechtliche Paare ebenfalls erreichbar. 
Andere Länder haben durch die Einführung eingetragener Partnerschaften verschiedene Rechte und Pflichten der Ehe übernommen. In vielen Ländern ist auch die gemeinschaftliche Adoption möglich.
Für gleichgeschlechtliche Paare bleibt es jedoch problematisch, dass ihre Ehen bzw. eingetragenen Partnerschaften nicht in allen Ländern anerkannt werden.